# Sverre Hansen
Sverre Hansen (Larvik, 23 giugno 1913 – Larvik, 22 agosto 1974) è stato un calciatore norvegese, di ruolo centrocampista.

## Biografia
È il bisnonno di Kristoffer e Kornelius Normann Hansen, anch'essi calciatori professionisti.

## Carriera

### Club
Hansen vestì la maglia del Fram Larvik dal 1933 al 1936.

### Nazionale
Giocò 15 incontri per la Norvegia, con 7 reti all'attivo. Partecipò ai Giochi della XI Olimpiade (conquistando la medaglia di bronzo) e al campionato del mondo 1938. Esordì l'11 giugno 1933, nel pareggio per 2-2 contro la Danimarca, a Copenaghen.